# Sauvagnat-Sainte-Marthe
 Sauvagnat-Sainte-Marthe  es una población y comuna francesa, situada en la región de Auvernia, departamento de Puy-de-Dôme, en el distrito de Issoire y cantón de Issoire.

## Demografía
| 408 | 411 | 370 | 421 | 368 | 368 |
| Para los censos de 1962 a 1999 la población legal corresponde a la población sin duplicidades (Fuente: INSEE [Consultar]) |     |     |     |     |     |